# Martin Widmer
Pour les articles homonymes, voir Widmer.
 (avril 2020).
Martin Widmer, né le 22 septembre 1972 à Neuchâtel (originaire de Valeyres-sous-Rances), est un artiste et un curateur suisse.

## Biographie
Martin Widmer naît le 22 septembre 1972 à Neuchâtel. Il est originaire de Valeyres-sous-Rances, dans le canton de Vaud.
Martin Widmer a fait ses études à la Haute école d’art et de design de Genève HEAD (ESBA) dans l’atelier de Silvie Defraoui ainsi qu’à l’École nationale des beaux-arts de Paris dans l’atelier de Jean-Marc Bustamante[réf. nécessaire].
Il vit à Genève,

### Parcours artistique
Il expose son travail dans plusieurs centres d’art et galeries en Suisse et à l’étranger. Il a également une activité de curateur.
De 2012 à 2018, il fait partie de l'équipe curatoriale du Centre d'art Neuchâtel,.

## Prix
- Atelier de la ville de Genève, 2010-2012
- Bourse Fondation Bouvier 2009
- Bourse d’aide à la création, Genève 2008
- Prix Bachelin 2008[1]
- Atelier cité internationale de Paris 1998-1999

## Éditions
- Le guide d’art contemporain vol. III, FLAC édition, 2016.
- Martin Widmer, Modernisme Black/Boock édition La Saisie, 2011.
- Môtiers 2011, Éd. Art Môtiers, 2011.
- «Objets IV, Ghost objects», Zamân review of Aesthetics, Politics and Literature, Paris, 2010.
- Forde 2009-2010, Forde, édition JRP-Ringier, 2010.
- «Martin Widmer», Semaine, Bimestriel pour l’art contemporain, édition Analogues 2009.
- Accélération, Kunstart, édition JRP-Ringier, 2007.
- Forde A4, Espace Forde, édition Forde, distribution JRP, Ringier Kunstverlag AG, 2005.
- Accélération, Kunstart, édition JRP-Ringier, 2007
- Accélération, Dominique von Burg, Kunstbulletin juin 2007
- Forde A4, Espace Forde, édition Forde, distribution JRP-Ringier, Kunstverlag AG, 2005

## Publications
- (fr + en) Marie Villemin (photogr. Martin Widmer), Serpent, Neuchâtel, Centre d'art Neuchâtel, novembre 2015, 48 p. (ISBN 978-2-8399-1699-8, présentation en ligne)
- (en) Arthur de Pury, Julian Thompson, Marie Villemin, Martin Widmer, Marie Léa Zwahlen. (photogr. Anton Satus), Superamas, Neuchâtel, Centre d'art Neuchâtel, avril 2014, 4 x 36 p. (ISBN 978-2-8399-1383-6, présentation en ligne)

- (fr + en) Arthur de Pury, Marie Villemin, Martin Widmer (collectif fact) (photogr. Anton Satus), The Fourth Wall, Neuchâtel, Centre d'art Neuchâtel, novembre 2013, 44 p. (ISBN 978-2-83991-309-6, présentation en ligne)
- Martin Widmer, Centre d'art Neuchâtel, Phénoménologie de l'irrationnel, Arles, Analogues, 2009, 113 p. (ISBN 9782358640091)[5]